# Rheingau Musikpreis
Der Rheingau Musik Preis wurde 1994 durch das Rheingau Musik Festival initiiert und wird seither jährlich verliehen. Vergeben wird die Auszeichnung an bereits renommierte Musiker, Komponisten, Musikwissenschaftler oder musikalische Institutionen für ihr bisheriges Schaffen. Sie ist mit 10.000 Euro dotiert, die vom Hessischen Ministerium für Wissenschaft und Kunst zur Verfügung gestellt werden.

## Preisträger
- 1994 Volker David Kirchner
- 1995 Alexander L. Ringer
- 1996 Gidon Kremer
- 1997 Ensemble recherche
- 1998 Toshio Hosokawa
- 1999 Tabea Zimmermann
- 2000 Helmuth Rilling und die Internationale Bachakademie Stuttgart
- 2001 Artemis Quartett
- 2002 Michael Quast
- 2003 Stefan-Peter Greiner
- 2004 Deutsche Gesellschaft für Musikphysiologie und Musikermedizin
- 2005 Niki Reiser
- 2006 Hugh Wolff
- 2007 Windsbacher Knabenchor
- 2008 Heinz Holliger
- 2009 Christian Gerhaher
- 2010 Taschenoper Lübeck
- 2011 Bidla Buh
- 2012 Lautten Compagney
- 2013 Fazıl Say
- 2014 Christoph Eschenbach
- 2015 Andreas Scholl
- 2016 Walter Renneisen
- 2017 Enoch zu Guttenberg[1]
- 2018 Yannick Nézet-Séguin
- 2019 Deutsche Kammerphilharmonie Bremen und Paavo Järvi
- 2020 Daniel Barenboim und das West-Eastern Divan Orchestra
- 2021 Nils Landgren
- 2022 Herbert Blomstedt
- 2023 Tenebrae Choir
- 2024 Julia Fischer
- 2025 Thomas Quasthoff

## Jury
- Rolf Beck
- Walter Fink
- Leo Karl Gerhartz
- Peter Hanser-Strecker
- Michael Herrmann

## Belege
1. ↑  Enoch zu Guttenberg erhält Rheingau Musik Preis 2017, DeRadio Kulturnachrichten vom 20. Januar 2017